# Unión Popular de Langreo
El Unión Popular de Langreo es un club de fútbol español, del concejo de Langreo en Asturias. Fue fundado en 1961 por la fusión del Racing Club de Sama y el Círculo Popular de La Felguera, ambos fundados en torno a 1916. Juega actualmente en la Segunda Federación, disputando sus partidos como local en el Estadio Nuevo Ganzábal.

## Historia

### La fusión
A mediados de siglo XX el fútbol no era ajeno a los marcados localismos en Langreo, especialmente entre Sama y La Felguera, existiendo una gran rivalidad entre los equipos de cada localidad, el Racing de Sama y el Círculo Popular de La Felguera. Este último había cosechado en los años 50 varios éxitos entre ellos el ascenso a Segunda División. En 1961 se da un paso para eliminar esta rivalidad uniendo a los dos equipos fusionándose ambos en el Unión Popular de Langreo. Así se especifica en el acta de fundación firmado el 4 de julio de 1961, en una reunión en la Casa Consistorial de Langreo:

[...]La sana intención de efectuar la unificación, que entiende que sólo múltiples beneficios se pueden obtener de dicha unificación, para todo el concejo, no ya los que se derivan propiamente de tipo deportivo, como sería constituir un conjunto de mayor eficiencia en las competiciones, que represente dignamente a Langreo y a tono con su importancia, con las miras puestas en el ascenso a la categoría inmediata superior, ofrecer al pueblo mejor fútbol, etc., etc., sino que, siendo este deporte eminentemente popular, pueda servir de aglutinante a todos los pueblos del Concejo, principalmente a Sama y La Felguera, venciendo antiguas rencillas y pasiones de un pequeño sector de la población, pues, en esta época en que se observa al mundo con una tendencia a la unidad en las diversas facetas de las relaciones de los pueblos grandes, resulta anacrónico y carente de eficacia práctica al pretender hacer pervivir esos ancestrales e injustificados resentimientos, que no reflejan el auténtico sentir del pueblo, como se ha visto en las Asambleas Generales de socios realizadas, y que, aparte del lamentable espectáculo que ofrecen, tanto entorpecen la buena marcha y favorable evolución del Concejo, y sin duda esa unión en el fútbol, por ser el deporte más sentido y vivido, será sin duda el eslabón principal que pueda servir a la más auténtica de las uniones, no sólo en lo deportivo, sino también en todas las relaciones de la población langreana.
Acta de Fundación del Unión Popular de Langreo. 4 de julio de 1961

A dicha reunión, además de representantes de los dos clubes, acudieron representantes del Ayuntamiento, que impulsó fuertemente la fusión. Cinco representantes de cada club votaron todos los aspectos de la unión, acordándose, entre otras, las siguientes decisiones:
- que el club se llamaría Unión Popular de Langreo, aprobándose por nueve votos a favor y uno en contra.
- que el uniforme principal sería azul y rojo, con pantalón azul; siendo completamente blanco el alternativo.
- que el campo hasta entonces utilizado por el Círculo Popular de La Felguera sería la sede del nuevo club, comprometiéndose el Ayuntamiento a adquirir los terrenos en cuanto fuera posible para cederlos indefinidamente al club, y a que en el futuro ninguna circunstancia pudiera desalojar al equipo de esos terrenos. Además el estadio sería para la utilización exclusiva de los equipos del Unión.
- que dicho estadio se denominaría oficialmente Estadio Municipal Ganzábal de Langreo, en honor a Francisco Fernández Ganzábal, y a él se trasladaría la placa dedicada a Félix Sesúmaga, jugador del Racing de Sama, que hasta entonces estaba situada en el campo del Racing.
- que el presidente del club naciente fuera José Antonio Coto Álvarez —elegido por unanimidad—, el hasta entonces presidente del Círculo Popular de La Felguera. La junta directiva en principio habría de estar formada por miembros de los dos equipos en un 50% cada uno, y las asambleas de socios se celebrarían alternativamente en Sama y La Felguera.
- que los dos Primeros Tenientes Alcaldes del Ayuntamiento de Langreo pertenecerían a la junta directiva con plenos poderes, mientras que se nombraría Presidente Honorario del club al Alcalde de Langreo.

### Época Dorada
En su primera campaña tras la fusión en un solo equipo, el Langreo quedaría campeón de la Tercera División ascendiendo a la Segunda División en la 1961-62. Se iniciaría entonces la época más dorada del club, donde se asentaría y permanecería durante seis temporadas en la categoría de plata, donde alcanzaría su mejor puesto histórico, 10º en la 1967-68. Sin embargo se da la circunstancia de que esa misma temporada descendería de nuevo a Tercera División debido a la reestructuración de grupos con la reducción a un único grupo. Tras dos años en Tercera, recuperaría la categoría de nuevo manteniéndose dos años en Segunda División, siendo la última vez hasta la fecha que el conjunto azulgrana ha disputado la categoría de plata.

### Tercera y Segunda B
Descenderían de nuevo, contratando a Vicente Miera. Entrenador que lograría clasificar segundo al Langreo, aunque sin conseguir el ascenso, al ser eliminado por el Rayo Vallecano. Tras unos años en Tercera, en la campaña 1976-77 ascendería a la recién creada Segunda División B de España. Se mantendría cuatro temporada hasta descender de nuevo. En 1987 conseguirían el ascenso tras la reestructuración de la categoría, que pasaría de un único grupo de 22 equipos a cuatro de 20. Esa campaña lograría su mayor hito en copa, alcanzando los octavos de final, eliminando a equipos como el Real Valladolid o el Castellón (en Primera y Segunda División respectivamente). Finalmente el equipo caería eliminado por el Athletic Club con un 0-1 en un Ganzábal abarrotado con 7000 aficionados y con un 4-1 en San Mamés. Tras cuatro años vuelven a descender, aunque al segundo año retornan a Segunda División B. El primer año, tras su ascenso a la 1993-94 consiguen su mejor clasificación en la Segunda División B con un cuarto puesto, clasificándose para el promoción de ascenso. Sería encuadrado en el grupo D junto con el C. F. Extremadura, A. E. C. Manlleu y el C. D. Numancia. El Langreo quedaría último con 4 puntos ascendiendo el Club de Fútbol Extremadura. Se mantendría seis años (siendo el mayor tiempo que se ha mantenido consecutivamente en la Segunda División B) descendiendo en la 1999-2000. Tres temporadas después volvería a ascender aunque descendiendo ese mismo año. Desde 2003 se mantendría en Tercera División once años consecuivos.
El 22 de junio de 2014 asciende a Segunda División B tras vencer a la Asociación Deportiva Mérida por 1-0 en el Estadio Nuevo Ganzábal con gol de Pablo Acebal y hacer bueno el empate a cero en tierras emeritenses. Previamente había eliminado al Atlético Monzón (1-0 y 2-0) y al Club Haro Deportivo (0-1 y 2-0) en las dos rondas previas. El regreso a Segunda División B sólo duraría un año, ya que terminaría la temporada en 17.ª posición, volviendo de nuevo a jugar en Tercera División. 
Tras mantenerse en Tercera División durante tres años, no consiguiendo el ascenso en la promoción los dos primeros años, en la temporada 2017-18 finalizaría en 2.ª posición clasificándose una vez más para la promoción de ascenso. Eliminaría en la primera ronda al Alondras C. F., después al Náxara C. D. y finalmente conseguiría el ascenso a Segunda B en la última ronda ante el Orihuela C. F. tras caer 2-1 en la ida y vencer 1-0 en Ganzábal.

## Uniforme
Para la temporada 2022-23, las equipaciones son de la firma alemana Adidas.
- Uniforme titular: camiseta azul y granate a dos mitades verticales, pantalón y medias azules con ribetes rojos.
- Uniforme alternativo: camiseta blanca con detalles en rojo y azul, pantalón blanco con detalles rojos y medias blancas.

### Cronología de los uniformes
| Proveedores y Patrocinadores | Proveedores y Patrocinadores | Proveedores y Patrocinadores |
| Periodo                      | Firma                        | Patrocinador                 |
| ---------------------------- | ---------------------------- | ---------------------------- |
| 1983-1986                    |                              | Coveisa Opel                 |
| 1986-1989                    |                              | Fruasa                       |
| 1989-1991                    |                              | Cienfuegos Sport             |
| 1991-1994                    |                              | Duro Felguera                |
| 1994-1997                    |                              |                              |
| 1997-1999                    |                              | Hyundai Asturdai             |
| 1999-2003                    |                              | Insersa                      |
| 2003-2004                    | Evasa                        |                              |
| 2004-2006                    | Alcampo                      |                              |
| 2007-2013                    |                              | Langrehotel                  |
| 2013-2014                    |                              | Jamones El Castillo          |
| 2014-2015                    |                              | Boprisa S. A.                |
| 2015-2016                    |                              | Asfaltos del Nalón           |
| 2016-                        |                              | Asfaltos del Nalón           |

## Estadio
El estadio de Ganzábal (reinaugurado en el verano de 2006) tiene capacidad para 4024 espectadores sentados y es propiedad del ayuntamiento de Langreo. El terreno de juego es de césped artificial, tiene un diseño singular con visera y trincheras de acero, con unos castilletes mineros sosteniendo el alumbrado de la tribuna principal. Se encuentra en el distrito langreano de La Felguera.

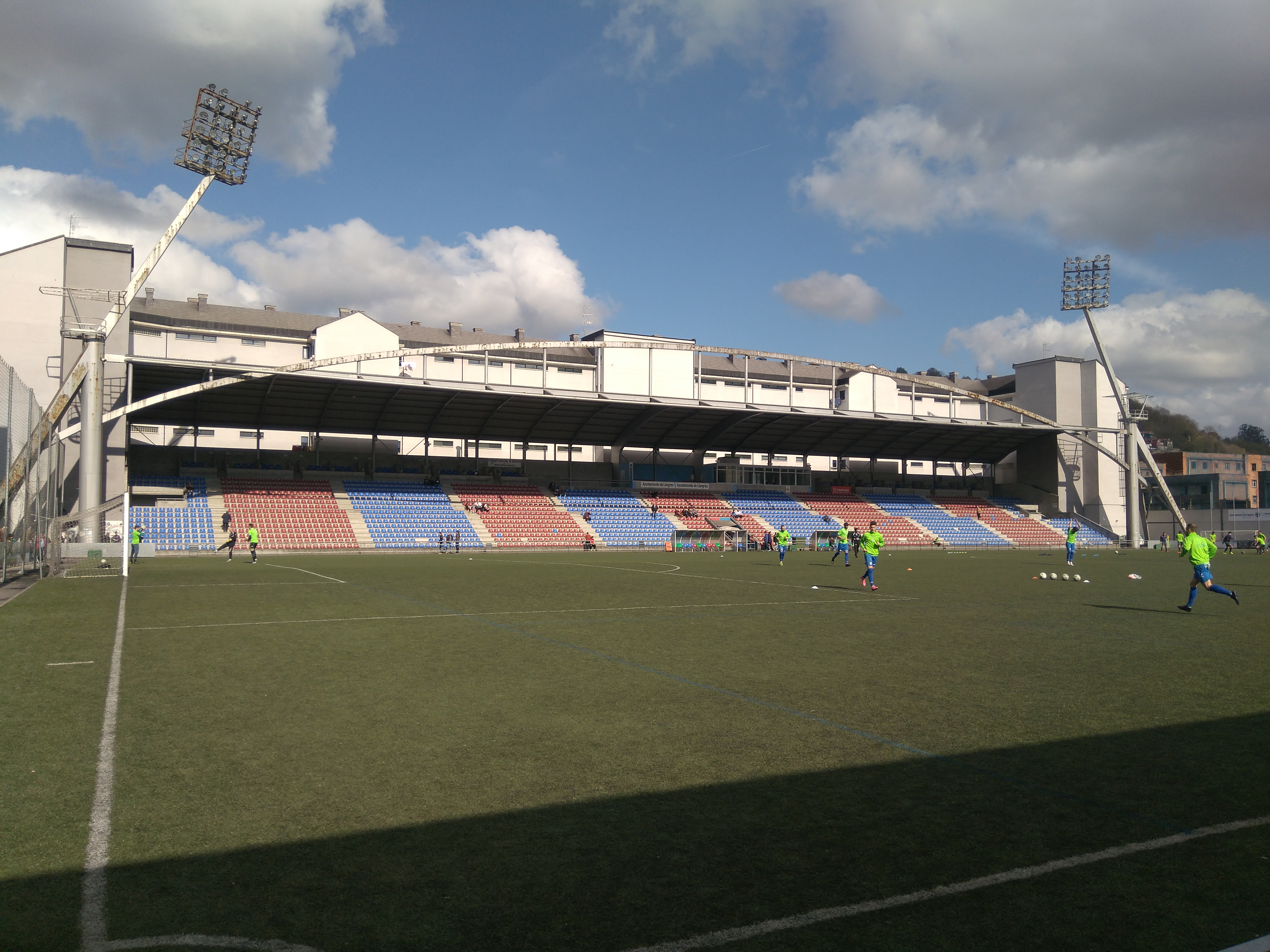
Tribuna principal de Ganzábal

La historia del Ganzábal se remonta a principios de los años 20 del pasado siglo cuando el añejo estadio, por aquel entonces bajo el nombre de La Barraca, comenzó a albergar los partidos del Círculo Popular de La Felguera, conjunto que se fusionó en 1961 con el Racing Club de Sama. La denominación de estadio Ganzábal se hizo en honor de uno de los presidentes más importantes que tuvo el Círculo Popular en su historia y que fue fundamental para culminar las obras de La Barraca: el ingeniero Francisco Fernández Ganzábal, quien después colaboró con la construcción del campo.

## Jugadores y cuerpo técnico

### Jugadores

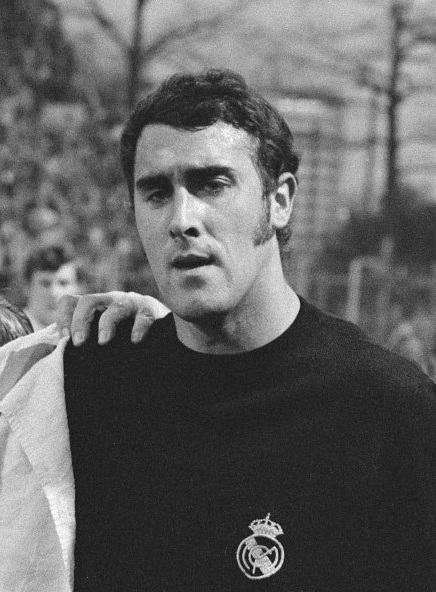
El portero langreano Andrés Junquera consiguió 5 ligas, 3 Copas del Rey y un Trofeo Zamora como portero del Real Madrid en 9 temporadas.

Muchos han sido los jugadores destacables que han pasado por el conjunto azulgrana. En su historia particular destaca Ricardo Terente, hasta la fecha el jugador con más partidos en el club con un total de 575 a lo largo de 18 temporadas (1986-2004). Destaca también su máximo goleador histórico Juan Carlos González Castro (159 goles). Otros jugadores de renombre que han militado en sus filas son el portero langreano Andrés Junquera, que había jugado antes en el Círculo Popular de La Felguera y que disputaría 9 temporadas en el Real Madrid C. F. (desde 1966 a 1975) consiguiendo 5 Ligas, 3 Copas del Rey y un Trofeo Zamora. Destaca también el futbolista Falito, que tras jugar en el Langreo fue traspasado al Granada C. F. donde debutaría en la Selección Española de la mano de Kubala. Otros futbolistas destacados en su historia más reciente son David Villa, que jugó en las categorías inferiores del conjunto azulgrana; Juan Carlos Álvarez, ex del Valencia C. F. y del Sevilla F. C. donde disputó más de 200 partidos; el internacional asturiano Michu, que disputó la temporada 2015-16 con el equipo langreano siendo el segundo internacional de su historia. A esta lista se suman otros nombres destacados de diferentes épocas como Pablo Álvarez, Aitor Aguirre, Saúl Berjón, Óscar Celada, Vicente González-Villamil, Lavandera o Lekumberri.

### Entrenadores

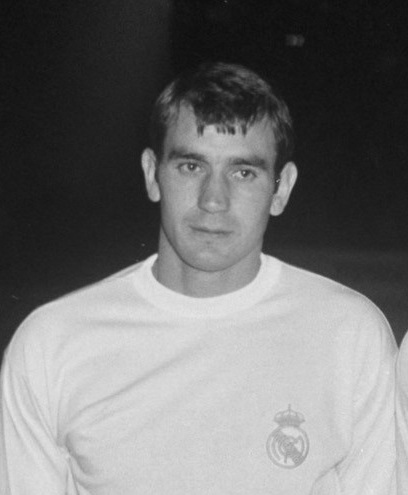
Vicente Miera debutó en los banquillos como entrenador del Langreo en la temporada 1973-74.

En la categoría de entrenadores destaca sobre todo Vicente Miera que iniciaría su andadura en los banquillos en el conjunto felguerino en la temporada 1973-74. Otros nombres destacados del banquillo azulgrana son Ciriaco Cano, Carrete o Cid Carriega.

## Datos del club

### Historial[3]
- Temporadas en Segunda División: 8
- Temporadas en Segunda División B: 19
- Temporadas en Segunda Federación: 3
- Temporadas en Tercera: 33

### Récords
- Mayor goleada conseguida: Langreo 9-0 La Calzada (3.ª División: 1961-62)
- Mayor goleada encajada: Real Sociedad 8-2 Langreo (2.ª División: 1964-65)
- Mejor puesto en la liga: 10.º en Segunda División (1967-68)
- Peor puesto en la liga: 11.º en Tercera División (1975-76)
- Máximo goleador:  Juan Carlos González Castro (159 goles) en 6 temporadas en el club.
- Más partidos disputados: Ricardo Terente (575 partidos) en 18 temporadas.

### Promociones
- Por el ascenso a Segunda División:
  - Disputadas: 4
  - Ascensos: 2 (1962 y 1970)
- Por el ascenso a Segunda División B:
  - Disputadas: 15
  - Ascensos: 4 (1993, 2002, 2014 y 2018).
- Por la permanencia en Segunda División:
  - Disputadas: 4
  - Permanencias: 4 (1962-63, 1965-66, 1966-67 y 1970-71)
- Por la permanencia en Segunda División B:
  - Disputadas: 1 (2002-03)
  - Permanencias: 0

### Copa del Rey
- Participaciones en Copa del Rey: 33
  - Última vez: 2018-19
  - Mejor resultado: 1/8 de final (1986-87)

### Niveles
El Unión Popular de Langreo siempre se ha movido entre el segundo y el cuarto nivel del fútbol español. Debido a los cambios de nombre de las categorías y/o a la introducción de nuevas ligas, por niveles está sería su militancia en ellas por parte del primer equipo del club:
| Nivel         | Temporadas    |
| ------------- | ------------- |
| Primer nivel  | 0 temporadas  |
| Segundo nivel | 8 temporadas  |
| Tercer nivel  | 27 temporadas |
| Cuarto nivel  | 28 temporadas |

## Trayectoria
| Temporada | Nivel | Categoría      | Puesto | Copa del Rey |
| --------- | ----- | -------------- | ------ | ------------ |
| 1961-62   | 3     | 3.ª División   | 1.º    |              |
| 1962-63   | 2     | 2.ª División   | 13.º   | 1.ª ronda    |
| 1963-64   | 2     | 2.ª División   | 11.º   | 1/16         |
| 1964-65   | 2     | 2.ª División   | 12.º   | 1.ª ronda    |
| 1965-66   | 2     | 2.ª División   | 13.º   | 1/16         |
| 1966-67   | 2     | 2.ª División   | 13.º   | 1.ª ronda    |
| 1967-68   | 2     | 2.ª División   | 10.º   | 1/16         |
| 1968-69   | 3     | 3.ª División   | 2.º    |              |
| 1969-70   | 3     | 3.ª División   | 1.º    | 2.ª ronda    |
| 1970-71   | 2     | 2.ª División   | 17.º   | 1/16         |
| 1971-72   | 2     | 2.ª División   | 20.º   | 4.ª ronda    |
| 1972-73   | 3     | 3.ª División   | 8.º    | 3.ª ronda    |
| 1973-74   | 3     | 3.ª División   | 2.º    | 1/32         |
| 1974-75   | 3     | 3.ª División   | 10.º   | 1.ª ronda    |
| 1975-76   | 3     | 3.ª División   | 11.º   | 2.ª ronda    |
| 1976-77   | 3     | 3.ª División   | 7.º    | 1.ª ronda    |
| 1977-78   | 3     | 2.ª División B | 8.º    | 2.ª ronda    |
| 1978-79   | 3     | 2.ª División B | 14.º   | 1.ª ronda    |
| 1979-80   | 3     | 2.ª División B | 5.º    | 3.ª ronda    |
| 1980-81   | 3     | 2.ª División B | 19.º   | 2.ª ronda    |
| 1981-82   | 4     | 3.ª División   | 1.º    |              |
| 1982-83   | 4     | 3.ª División   | 2.º    | 2.ª ronda    |
| 1983-84   | 4     | 3.ª División   | 3.º    | 1.ª ronda    |
| 1984-85   | 4     | 3.ª División   | 4.º    | 1.ª ronda    |
| 1985-86   | 4     | 3.ª División   | 1.º    | 2.ª ronda    |
| 1986-87   | 4     | 3.ª División   | 3.º    | 1/8          |
| 1987-88   | 3     | 2.ª División B | 13.º   | 1.ª ronda    |
| 1988-89   | 3     | 2.ª División B | 11.º   | 2.ª ronda    |
| 1989-90   | 3     | 2.ª División B | 12.º   |              |
| 1990-91   | 3     | 2.ª División B | 18.º   | 1.ª ronda    |
| 1991-92   | 4     | 3.ª División   | 3.º    | 3.ª ronda    |
| 1992-93   | 4     | 3.ª División   | 3.º    | 1.ª ronda    |
| 1993-94   | 3     | 2.ª División B | 4.º    | 3.ª ronda    |
| 1994-95   | 3     | 2.ª División B | 8.º    | 3.ª ronda    |
| 1995-96   | 3     | 2.ª División B | 10.º   |              |
| 1996-97   | 3     | 2.ª División B | 14.º   |              |
| 1997-98   | 3     | 2.ª División B | 11.º   |              |
| 1998-99   | 3     | 2.ª División B | 18.º   |              |
| 1999-2000 | 4     | 3.ª División   | 5.º    |              |

| Temporada | Nivel | Categoría         | Posición | Copa del Rey |
| --------- | ----- | ----------------- | -------- | ------------ |
| 2000-01   | 4     | 3.ª División      | 3.º      |              |
| 2001-02   | 4     | 3.ª División      | 1.º      |              |
| 2002-03   | 3     | 2.ª División B    | 16.º     | 1.ª ronda    |
| 2003-04   | 4     | 3.ª División      | 5.º      |              |
| 2004-05   | 4     | 3.ª División      | 4.º      |              |
| 2005-06   | 4     | 3.ª División      | 2.º      |              |
| 2006-07   | 4     | 3.ª División      | 3.º      |              |
| 2007-08   | 4     | 3.ª División      | 3.º      |              |
| 2008-09   | 4     | 3.ª División      | 5.º      |              |
| 2009-10   | 4     | 3.ª División      | 5.º      |              |
| 2010-11   | 4     | 3.ª División      | 3.º      |              |
| 2011-12   | 4     | 3.ª División      | 3.º      |              |
| 2012-13   | 4     | 3.ª División      | 4.º      |              |
| 2013-14   | 4     | 3.ª División      | 2.º      |              |
| 2014-15   | 3     | 2.ª División B    | 17.º     |              |
| 2015-16   | 4     | 3.ª División      | 2.º      |              |
| 2016-17   | 4     | 3.ª División      | 3.º      |              |
| 2017-18   | 4     | 3.ª División      | 2.º      |              |
| 2018-19   | 3     | 2.ª División B    | 9.º      | 1.ª ronda    |
| 2019-20   | 3     | 2.ª División B    | 10.º     | 1.ª ronda    |
| 2020-21   | 3     | 2.ª División B    | 10.º     |              |
| 2021-22   | 4     | 2.ª División RFEF | 11.º     |              |
| 2022-23   | 4     | 2.ª Federación    | 12.º     |              |
| 2023-24   | 4     | 2.ª Federación    | 6.º      |              |
| 2024-25   | 4     | 2.ª Federación    |          |              |

## Palmarés

### Campeonatos nacionales
- Tercera División de España (5): 1961-62, 1969-70, 1981-82, 1985-86 y 2001-02.
- Subcampeón de la Tercera División de España (7): 1968-69, 1973-74, 1982-83, 2005-06, 2013-14, 2015-16 y 2017-18.

### Campeonatos autonómicos
- Copa Federación (fase regional de Asturias) (3): 1997-98, 2008-09 y 2017-18.
- Subcampeón de la Copa Federación (fase regional de Asturias) (5): 2001-02, 2007-08, 2010-11, 2011-12 y 2014-15.

### Trofeos amistosos
- Trofeo Ayuntamiento de Langreo: (10):  1976, 1977, 1978, 1979, 1981, 1983, 1985, 1991, 1995 y 1998.
- Trofeo Villa de Laviana-Memorial Ricardito (8): 1981, 1982, 1990. 1995, 1996, 1999, 2001 y 2018.
- Trofeo Memorial Julio Álvarez Cadenas: (5): 2015, 2016, 2018,[4] 2022 y 2024.
- Memorial "Melox" (1): 2021.
- Trofeo José María Villanueva: (1) 2020.[5]
- Trofeo Emma Cuervo: (1): 2018.
- Trofeo Memorial Aniceto Campa: (1) 1997.[6]
- Trofeo Memorial Alfonso Magdalena: (1) 1996.
- Trofeo Villa de Jovellanos: (1): 1978.

### Palmarés de la U. P. de Langreo "B"
Campeonatos regionales
- Regional Preferente de Asturias (1): 2020-21 (Gr. 2).[7]
- Segunda Regional de Asturias (2): 1981-82 (Gr. 1) (como U. P de Langreo Promesas)[8] y 1991-92 (Gr. 2).[9]
- Subcampeón de la Primera Regional de Asturias (2): 1982-83 (como U. P. de Langreo Promesas)[10] y 2002-03.[11]
- Subcampeón de la Segunda Regional de Asturias (1): 1986-87 (Gr. 1) (como U. P. de Langreo Promesas).[12]